# Baron Prášil (film, 1962)
Baron Prášil je český animovaný/hraný film režiséra Karla Zemana z roku 1961 (premiéra 21. září 1962) s Milošem Kopeckým v hlavní roli. Jde o fantasy komedii, která byla inspirována knihou Podivuhodné cesty po vodě i souši, polní tažení a veselá dobrodružství Barona Prášila, jak je vypravuje při víně v kruhu přátel od G. A. Bürgera. Film se vyznačuje velkým množstvím filmových triků a zajímavých výtvarných řešení, režisér se inspiroval rytinami francouzského rytce a ilustrátora Gustava Dorého.

## Základní údaje
- námět:	G. A. Bürger	(novela Baron Münchhausen)
- scénář: Karel Zeman, Josef Kainar, Jiří Brdečka
- dialogy: Josef Kainar
- vyprávění: Jiří Brdečka
- v hlavní roli: Miloš Kopecký
- v dalších rolích: Jana Brejchová, Rudolf Jelínek, Karel Höger, Eduard Kohout, Jan Werich, Bohuš Záhorský, Rudolf Hrušínský, Miloslav Holub, František Šlégr, Karel Effa, Josef Hlinomaz, Zdeněk Hodr, Richard Záhorský, Otto Šimánek, Miroslav Homola, Václav Trégl a jiní
- hudbu nahrál: Filmový symfonický orchestr, za řízeni: Františka Belfína
- choreograpie: Jiří Němeček
- tančí: Naděžda Blažíčková
- stavby: Zdeněk Rozkopal
- střih: Věra Kutilová
- zvuk: František Strangműller
- skript: Zdenka Barochová
- kostýmy: Lída Novotná, Miloslava Šmídová
- masky: Gustav Hrdlička, František Havlíček, Marie Koulová
- výprava: Josef Pavlík, Vilém Janík
- malíř pozadi: Ferdinand Martinásek
- zástupce vedoucího výroby: Jiří Kutil
- asistenti kamery: Arne Parduba, E. Bartek, M. Sinkule
- asistenti architekta: L. Karen, B. Pokorný
- triková část
  - animátoří: Arnošt Kupčík, Jindřich Liška, František Krčmář
  - scény: Zdeněk Ostrčil, Josef Zeman
  - kamera: Jiří Tarantík
  - druhý kameraman: Bohuslav Pikhart
- asistenti trikové části: A. Buráň, J. Čepel, M. Smržová, Vl. Sokoup, R. Wólfel
- spolupracovali: J. Čep, Dr. M. Jakubíček, O. Líbal, B. Smejkal
- pomocná režie: Zdeněk Rozkopal, Jan Mimra
- výroba: Josef Ouzký
- kamera: Jiří Tarantík
- hudba:	Zdeněk Liška
- režisér a výtvarník: Karel Zeman
- animátor: Arnošt Kupčík, Jindřich Liška, František Krčmář
- délka: 87 minut
- premiéra: 21. září 1962

## Děj
Hlavní hrdina Baron Prášil (Miloš Kopecký) prožívá různá neuvěřitelná a nepravděpodobná dobrodružství pouze za pomoci své fantazie – cestuje nejen na Měsíc, ale projíždí se i v podmořských hlubinách, létá sem a tam na dělové kouli, nechá se po světě vozit v břichu obrovské velryby, bojuje v bitvách (námořních i suchozemských). Vedle toho ovšem všemi dobrodružstvími prochází racionální technik a vynálezce Toník (Rudolf Jelínek), který se zamiluje do krásné princezny Bianky (Jana Brejchová).

## Hrají
- Jana Brejchová	(Bianca)
- Miloš Kopecký	(baron Prášil)
- Rudolf Jelínek (Toník)
- Karel Höger	(Cyrano z Bergeracu)
- Jan Werich		(kapitán lodi)
- Eduard Kohout	(velitel pevnosti)
- Rudolf Hrušínský	(sultán)
- Bohuš Záhorský	(velitel pirátské lodi)
- Karel Effa		(důstojník stráže)
- Naděžda Blažíčková	(tanečnice ze sultánova harému)
- František Šlégr
- Miloslav Holub	(španělský generál)
- Josef Hlinomaz	(španělský generál)
- Richard Záhorský	(Bortikan)
- Otto Šimánek	(Michal Ardan)
- Václav Trégl	(lodník)

## Digitální restaurace
Film byl digitálně restaurován v rámci projektu Čistíme svět fantazie, na kterém se podílejí Nadace české bijáky, Muzeum Karla Zemana, Česká televize a firma Universal Production Partners, a to s finanční podporou ministerstva kultury a Státního fondu kinematografie České republiky.

Restaurovaná verze je zkrácena o 27 scén dohromady v délce zhruba 6 minut.